# Liste der Baudenkmale in Oldenburg (Oldb) – Ulmenstraße
In der Liste der Baudenkmale in Oldenburg (Oldb) – Ulmenstraße stehen alle Baudenkmale der Ulmenstraße in Oldenburg (Oldb).  Die Quelle der IDs und der Beschreibungen ist der Denkmalatlas Niedersachsen.
Der Stand der Liste ist das Jahr 2022.

## Allgemein
In den Spalten befinden sich folgende Informationen:
- Lage: die Adresse des Baudenkmales und die geographischen Koordinaten. Kartenansicht, um Koordinaten zu setzen. In der Kartenansicht sind Baudenkmale ohne Koordinaten mit einem roten Marker dargestellt und können in der Karte gesetzt werden. Baudenkmale ohne Bild sind mit einem blauen Marker gekennzeichnet, Baudenkmale mit Bild mit einem grünen Marker.
- Bezeichnung: Bezeichnung des Baudenkmales
- Beschreibung: die Beschreibung des Baudenkmales. Unter § 3 Abs. 2 NDSchG werden Einzeldenkmale und unter § 3 Abs. 3 NDSchG Gruppen baulicher Anlagen und deren Bestandteile ausgewiesen.
- ID: die Objekt-ID des Baudenkmales
- Bild: ein Bild des Baudenkmales, ggf. zusätzlich mit einem Link zu weiteren Fotos des Baudenkmals im Medienarchiv Wikimedia Commons. Wenn man auf das Kamerasymbol klickt, können Fotos zu Baudenkmalen aus dieser Liste hochgeladen werden:

Zurück zur Hauptliste
| Lage                                      | Bezeichnung          | Beschreibung | ID       | Bild |
| ----------------------------------------- | -------------------- | --- | -------- | ---- |
| Ulmenstraße 4 53° 7′ 52″ N, 8° 13′ 29″ O  | Wohn-/ Geschäftshaus | Um 1900 errichteter zweigeschossiger Putzbau mit Mansarddach. EG mit mittigem Eingang flankiert von Schaufenstern. Im OG vierachsige Fassade, mittiges Zwerchhaus mit flachem Giebel. | 37470704 | BW   |
| Ulmenstraße 6 53° 7′ 52″ N, 8° 13′ 30″ O  | Wohn-/ Geschäftshaus | Eineinhalbgeschossiger giebelständiger Putzbau unter vorkragendem Satteldach. Geschoßgesims, Giebel im Obergeschoss mit Putzquaderung, fein profilierte Fensterrahmungen. Variante der sog. „Oldenburger Hundehütte“. Um 1870. Vorgarten. | 37470751 | BW   |
| Ulmenstraße 8 53° 7′ 53″ N, 8° 13′ 30″ O  | Wohn-/ Geschäftshaus | Um 1900 errichteter zweigeschossiger Putzbau unter Mansarddach. Mittiger Eingang von Fenstern flankiert, im OG vierachsig, darüber zweiachsiges Zwerchhaus mit Schmuckgiebel. Durch Gesimse horizontale Gliederung. | 37470775 | BW   |
| Ulmenstraße 10 53° 7′ 54″ N, 8° 13′ 36″ O | Stall                | Eingeschossiger, ca. 150 m langer Putzbau unter stark vorkragendem geschweiftem Walmdach m. überhöhtem First. Gliederung durch Putzquaderungen. Hofseitig Türen und Tore. An der Nordostseite Reste der Einfriedung des Viehmarktes (Ziegelpfeiler und -mauern) von 1926.                                                                            | 41587132 | BW   |
| Ulmenstraße 11 53° 7′ 54″ N, 8° 13′ 29″ O | Wohnhaus             | Ende des 19. Jahrhunderts errichtete zweigeschossiger Putzbau auf Sockelgeschoss unter Walmdach. Vierachsige Fassade, die beiden linken Achsen leicht vorgezogen und übergiebelt. Schmuckdekor in Form von Gesims, Fensterverdachungen. Spiegelbildlich zu Nr. 13 angelegt. Vorgarten.                                                               | 37470822 | BW   |
| Ulmenstraße 13 53° 7′ 54″ N, 8° 13′ 30″ O | Wohnhaus             | Ende des 19. Jahrhunderts errichtete zweigeschossiger Putzbau auf Sockelgeschoss unter Walmdach. Vierachsige Fassade, die beiden linken Achsen leicht vorgezogen und übergiebelt. Schmuckdekor in Form von Gesims, Fensterverdachungen. Spiegelbildlich zu Nr. 11 angelegt. Vorgarten.                                                               | 49023525 |      |
| Ulmenstraße 15 53° 7′ 54″ N, 8° 13′ 30″ O | Wohnhaus             | Zweigeschossiger verputzter Massivbau auf Sockelgeschoss unter Walmdach. Fünfachsige Fassade gegliedert durch Gurtgesims und horizontalen Fensterverdachungen im Erdgeschoss. Eingangsvorbau an der Südwestseite. | 37470869 | BW   |
| Ulmenstraße 19 53° 7′ 55″ N, 8° 13′ 31″ O | Wohnhaus             | Zweigeschossiger, verputzter Massivbau unter Walmdach. Mittiges Zwerchhaus mit Satteldach. Flach aufgeputztes Dekor im Bereich der Traufe und des Zwerchhauses sowie Gurtgesims. Um 1910 errichtet. | 37470891 | BW   |
| Ulmenstraße 21 53° 7′ 56″ N, 8° 13′ 31″ O | Wohnhaus             | Zweigeschossiger Putzbau unter giebelständigem Krüppelwalmdach mit ausgebautem DG. Eingang im rückwärtigen Vorbau an der Südwestseite. Anfang des 20. Jahrhunderts errichtet. | 37470914 | BW   |
| Ulmenstraße 23 53° 7′ 56″ N, 8° 13′ 32″ O | Wohnhaus             | Eineinhalbgeschossiges Giebelhaus von fünf Achsen mit mittigem Eingang. Fassade durch umlaufendes Gurtgesims gegliedert. Die beiden mittleren Fenster durch gerade Verdachungen betont. Ende des 19. Jahrhunderts errichtet. | 37470937 | BW   |
| Ulmenstraße 25 53° 7′ 56″ N, 8° 13′ 33″ O | Wohnhaus             | Eineinhalbgeschossiger, fünfachsiger Putzbau unter traufständigem Satteldach, zurückgesetzt aus der Straßenflucht. Fassade mittig durch Zwerchhaus mit Dreiecksgiebel betont, im Giebelfeld Pferdekopf. | 37470959 | BW   |
| Ulmenstraße 30 53° 7′ 55″ N, 8° 13′ 34″ O | Wohnhaus             | Zweigeschossiger, verputzter Massivbau unter Walmdach. Fünfachsige Fassade, mittig zweiachsiges Dachhaus mit Voluten. Baudekor in Form von Gurtgesims, profilierten Fensterrahmungen und horizontalen Verdachungen im Erdgeschoss. Um 1890 errichtet. Vorgarten und bauzeitliche Einfriedung.                                                        | 37471006 | BW   |
| Ulmenstraße 32 53° 7′ 55″ N, 8° 13′ 35″ O | Wohnhaus             | 1892 errichtetes zweigeschossiges Wohnhaus, Putzbau unter Walmdach. Fünfachsiger Kernbau mit zweiachsigem Zwerchhaus. An der Ostseite seitenflügelartiger zweiachsiger Anbau mit giebelständigem Satteldach, daran anschließend eingeschossiger Eingangsvorbau. An der Westseite eineinhalbgeschossiger Anbau mit einem weiteren Eingang.            | 37471028 | BW   |
| Ulmenstraße 49 53° 7′ 56″ N, 8° 13′ 42″ O | Wohnhaus             | In den 1880er Jahren errichtetes eineinhalbgeschossiges Giebelhaus auf Sockelgeschoss. Vierachsige Fassade mit Putfugen, Gurtgesims, Fensterverdachungen (horizontale im EG, rundbogenförmige im OG) als Dekor. Einfriedung. | 37471050 | BW   |
| Ulmenstraße 51 53° 7′ 56″ N, 8° 13′ 42″ O | Wohnhaus             | In den 1880er Jahren errichtetes Eckgebäude, giebelständiger Putzbau unter Satteldach. Eingang mittig an der Giebelseite, links davon zwei Fenster, rechts ein größeres Fenster. Baudekor der insgesamt vierachsigen Fassade durch Gurtgesims, Schlusssteine im EG und horizontale Verdachung der beiden mittleren Obergeschossfenster. Einfriedung. | 37471072 | BW   |